# توم هولت
توم هولت (بالإنجليزية: Tom Holt)‏ هو كاتب بريطاني، ولد في 13 سبتمبر 1961 في لندن في المملكة المتحدة.

## وصلات خارجية
- الموقع الرسمي